# Eliška Remešová
Eliška Remešová (* 16. srpna 1989) je česká psycholožka, psychoterapeutka, lektorka a zakladatelka institutu MEZILIDI.

## Profesní dráha
Vystudovala jednooborovou psychologii na Filozofické univerzitě Univerzity Karlovy v Praze. V rámci svého studia strávila část na univezitě v Madridu (Universidad Autónoma de Madrid).
Ve své soukromé praxi se věnuje individuální i párové psychoterapie a je členkou České asociace pro psychoterapii. Na sociálních sitích a ve veřejném prostoru se snaží o popularizaci témat partnerství a lásky a je autorkou hastagu #laskajedovednost. Dále působí jako lektorka improvizace a pomáhá firmám posilovat psychologické bezpečí, emoční resilienci a osobní wellbeing.
Ve spolupráci s Janou Hoosovou vydala v roce 2021 terapeutický deník pro ženy Duše na místě.